# Single girls
Single girls is een single van Laura Jansen. Het is afkomstig van haar studioalbum Bells. In de Verenigde Staten was het nummer al eerder te horen als eerste track op de EP Single girls. Het was de eerste single van Jansen na haar (Nederlandse) ontdekking door John Ewbank. In het lied mist Laura Jansen haar vriend, die haar verlaten heeft.

## Hitnotering
Een grote hit werd het niet, ondanks dat Frits Spits het liedje vaak draaide. Voor een grote hit moest gewacht worden op de volgende single getiteld Use somebody. De Nederlandse Top 40 haalde ze met Single girls niet.

### NederlandseSingle Top 100
Single girls stond diverse keren in de lijst genoteerd, waarbij het plaatje steeds net zo snel verdween als verscheen.
| Positie: | 79 | 70 | 91 | 100 | 93 | uit |

### NPO Radio 2 Top 2000
Single Girls (Laura Jansen) stond alleen in 2011 in de NPO Radio 2 Top 2000, op plek 1850.